# Pierre Claveau
Pour les articles homonymes, voir Claveau (homonymie).
Pierre Claveau est un acteur québécois né le 11 juin 1952 à Chicoutimi et mort le 4 août 2003 d'un cancer généralisé à Montréal, au Québec (Canada).

## Filmographie

### Cinéma
- 1992 : Requiem pour un beau sans-cœur : barman
- 1995 : Le Sphinx : J. P. Comeau
- 2001 : Si la tendance se maintient : Ministre des travaux publics
- 1997 : Les Boys : procureur
- 2001 : Les Boys 3 : procureur

### Télévision
- 1993-1996 : La Petite Vie : serveur et juge
- 1995-2001 : Radio Enfer : Rodolphe Giroux (Directeur de l'école)